# 아오노 다이스케
아오노 다이스케(일본어: 青野 大介, 1979년 9월 19일 ~ )는 일본의 전 축구 선수이다.

## 구단 경력
과거 감바 오사카, 비셀 고베, 알비렉스 니가타, 에히메 FC에서 활동하였다.